# Символ градуса
Символ градуса (°), (URL-код: %C2%B0) — типографський символ, який використовується для позначення розмірності кута та температури.
На комп'ютерах з операційною системою Windows знак градуса можна вставити, натиснувши Alt і набравши 0176 на цифровій клавіатурі. На комп'ютерах з ОС Linux знак можна отримати, набравши Composeoo. На комп'ютерах з Mac OS знак градуса можна вставити, натиснувши ⌥ Opt+⇧ Shift+8.